# Lill-Bålja
Lill-Bålja är en sjö i Sorsele kommun i Lappland och ingår i Umeälvens huvudavrinningsområde.